# Implantação da República Portuguesa
A Implantação da República Portuguesa foi o resultado de uma revolução organizada pelo Partido Republicano Português, iniciada no dia 2 de outubro e vitoriosa na madrugada do dia 5 de outubro de 1910, que destituiu a monarquia constitucional e implantou um regime republicano em Portugal.
O ultimato britânico de 1890, os gastos da família real, o poder da igreja, a instabilidade política e social, o sistema de alternância de dois partidos no poder (o Partido Progressista e o Partido Regenerador), a ditadura de João Franco, a aparente incapacidade de acompanhar a evolução dos tempos e se adaptar à modernidade — tudo contribuiu para um inexorável processo de erosão da monarquia portuguesa do qual os defensores da república, particularmente o Partido Republicano, souberam tirar o melhor proveito. Por contraponto, o partido republicano apresentava-se como o único que tinha um programa capaz de devolver ao país o prestígio perdido e colocar Portugal na senda do progresso.
Após a relutância do exército em combater os cerca de dois mil soldados e marinheiros revoltosos entre 3 e 4 de outubro de 1910, a República foi proclamada às 9 horas da manhã do dia seguinte da varanda dos Paços do Concelho de Lisboa. Após a revolução, um governo provisório chefiado por Teófilo Braga dirigiu os destinos do país até à aprovação da Constituição de 1911 que deu início à Primeira República. Entre outras mudanças, com a implantação da República, foram substituídos os símbolos nacionais: o hino nacional, a bandeira e a moeda.

## Antecedentes

### O ultimato britânico e o 31 de janeiro

O Mapa Cor-de-Rosa, que originou o ultimato britânico de 1890

A 11 de janeiro de 1890 o governo britânico de Lord Salisbury enviou ao governo português um ultimato, na forma de "Memorando", exigindo a retirada das forças militares portuguesas chefiadas pelo major Serpa Pinto do território compreendido entre as colónias de Angola e Moçambique (nos actuais Maláui, Zimbabwe e Zâmbia), zona reivindicada por Portugal ao abrigo do Mapa Cor-de-Rosa.
A pronta cedência portuguesa às exigências britânicas foi vista como uma humilhação nacional por amplas franjas da população e das elites, iniciando-se um profundo movimento de descontentamento em relação ao novo rei de Portugal, D. Carlos, à família real e à instituição da monarquia, vistos como responsáveis pelo alegado processo de decadência nacional. A situação agravou-se com a severa crise financeira ocorrida entre 1890-1891, quando as remessas dos emigrantes no Brasil caíram 80% com a chamada crise do encilhamento na sequência da proclamação da república no Brasil dois meses antes, acontecimento que era seguido com apreensão pelo governo monárquico e com júbilo pelos defensores da república em Portugal. Os republicanos souberam capitalizar este descontentamento, iniciando um crescimento e alargamento da sua base social de apoio que acabaria por culminar no derrube do regime.

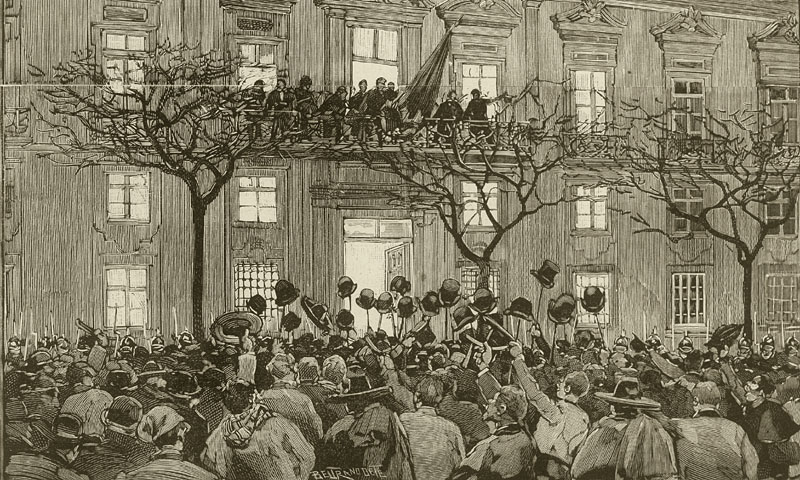
A revolta de 31 de janeiro de 1891, a primeira tentativa de proclamação da república em Portugal, nos Paços do Concelho do Porto

Em 14 de janeiro o governo progressista caiu e o líder regenerador António de Serpa Pimentel foi nomeado para formar novo governo. Os progressistas passaram então a atacar o rei D. Carlos, votando em candidatos republicanos nas eleições de março desse ano, contestando o acordo colonial então assinado com os britânicos. Alimentando um ambiente de quase insurreição, a 23 de março de 1890, António José de Almeida, na época estudante da Universidade de Coimbra e, mais tarde, Presidente da República, publicou um artigo com o título "Bragança, o último", que seria considerado calunioso para o rei e o levaria à prisão.
A 1 de abril de 1890, o velho explorador Silva Porto imolou-se envolto numa bandeira portuguesa no Kuito, em Angola, após negociações falhadas com os locais, sob ordens de Paiva Couceiro, o que atribuiu ao ultimatum. A morte do que fora um dos rostos da exploração interior africana gerou uma onda de comoção nacional e o seu funeral foi seguido por uma multidão no Porto. A 11 de abril foi posto à venda o Finis Patriae de Guerra Junqueiro, ridicularizando a figura do rei.
Na cidade do Porto, no dia 31 de janeiro de 1891, registou-se um levantamento militar contra a monarquia constituído principalmente por sargentos e praças. Os revoltosos, que tinham como hino uma canção de cariz patriótico composta em reação ao ultimato britânico, A Portuguesa, tomaram os Paços do Concelho, de cuja varanda, o jornalista e político republicano Augusto Manuel Alves da Veiga proclamou a implantação da república em Portugal e hasteou uma bandeira vermelha e verde, pertencente ao Centro Democrático Federal. O movimento foi, pouco depois, sufocado por um destacamento da guarda municipal que se manteve fiel ao governo, resultando 12 mortos e 40 feridos. Os revoltosos capturados foram julgados, tendo 250 sido condenados a penas entre os 18 meses e os 15 anos de degredo em África. A Portuguesa foi proibida.
Embora tendo fracassado, a revolta de 31 de janeiro de 1891 foi a primeira grande ameaça sentida pelo regime monárquico e um prenúncio do que viria a suceder quase duas décadas mais tarde.

### O Partido Republicano
O pensamento e a ciência são republicanos, porque o génio criador vive de liberdade e só a República pode ser verdadeiramente livre […] O trabalho e a indústria são republicanos, porque a actividade criadora quer segurança e estabilidade e só a República […] é estável e segura […] A República é, no Estado, liberdade […] na indústria, produção; no trabalho, segurança; na nação, força e independência. Para todos, riqueza; para todos, igualdade; para todos, luz."

— Antero de Quental, República, 11 de maio de 1870
O movimento revolucionário de 5 de outubro de 1910 deu-se na sequência da ação doutrinária e política que, desde que foi criado em 1876, o Partido Republicano Português (PRP) foi desenvolvendo, com o objetivo de derrubar o regime monárquico.
Ao fazer depender o renascimento nacional do fim da monarquia, o Partido Republicano conseguiu demarcar-se do Partido Socialista Português, que defendia a colaboração com o regime em troca de regalias para a classe operária, e atraiu em torno de si a simpatia dos descontentes.
Deste modo, os desentendimentos dentro do partido acabaram por residir mais em questões de estratégia política do que ideológica. O rumo ideológico do republicanismo português já fora traçado muito antes, pelas obras de José Félix Henriques Nogueira, pouco se alterando ao longo dos anos, exceto em termos de adaptação posterior à realidade do país. Para isso contribuíram as obras de Teófilo Braga que tentou concretizar as ideias descentralizadoras e federalistas, abandonando o caráter socialista em prol dos aspetos democráticos. Esta mudança visou, também, cativar a pequena e média burguesia, que se tornou uma das principais bases de militância republicana. Nas eleições de 13 de outubro de 1878 o PRP conseguiu eleger o seu primeiro deputado, José Joaquim Rodrigues de Freitas, pelo Porto.

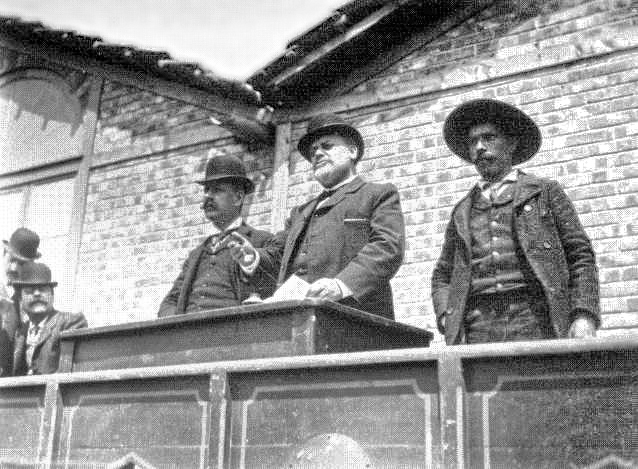
Azedo Gneco discursando num comício republicano em Lisboa

Pretendeu-se também que o derrube da monarquia tivesse uma mística messiânica, unificadora, nacional e acima de interesses particulares das diversas classes sociais. Esta panaceia que deveria curar, de uma vez, todos os males da Nação, reconduzindo-a à glória, foi acentuando cada vez mais duas vertentes fundamentais: o nacionalismo e o colonialismo. Desta combinação resultou o definitivo abandono do iberismo, patente nas primeiras teses republicanas de José Félix Henriques Nogueira, identificando-se os monárquicos e a monarquia com antipatriotismo e cedência aos interesses estrangeiros. Outra forte componente da ideologia republicana foi o acentuado anticlericalismo, devido à teorização de Teófilo Braga, que identificou a religião como um empecilho ao progresso e responsável pelo atraso científico de Portugal, em oposição aos republicanos, vanguarda identificada com a ciência, o progresso e o bem-estar.
As questões ideológicas não eram, como se viu, fundamentais na estratégia dos republicanos: para a maioria dos seus simpatizantes, que nem sequer conhecia os textos dos principais manifestos, bastava ser contra a monarquia, contra a Igreja e contra a corrupção política dos partidos tradicionais. Esta falta de preocupação ideológica não quer dizer que o partido não se preocupasse com a divulgação dos seus princípios. A ação de divulgação mais eficaz foi a propaganda feita através dos seus comícios e manifestações populares e de jornais como A Voz Pública, no Porto, e O Mundo (a partir de 1900) e A Luta (a partir de 1906), em Lisboa.
A propaganda republicana foi sabendo tirar partido de alguns factos históricos de repercussão popular. As comemorações do terceiro centenário da morte de Luís de Camões, em 1880, e o Ultimatum britânico, em 1890, por exemplo, foram amplamente aproveitadas, apresentando-se os republicanos como os verdadeiros representantes dos mais puros sentimentos nacionais e das aspirações populares.

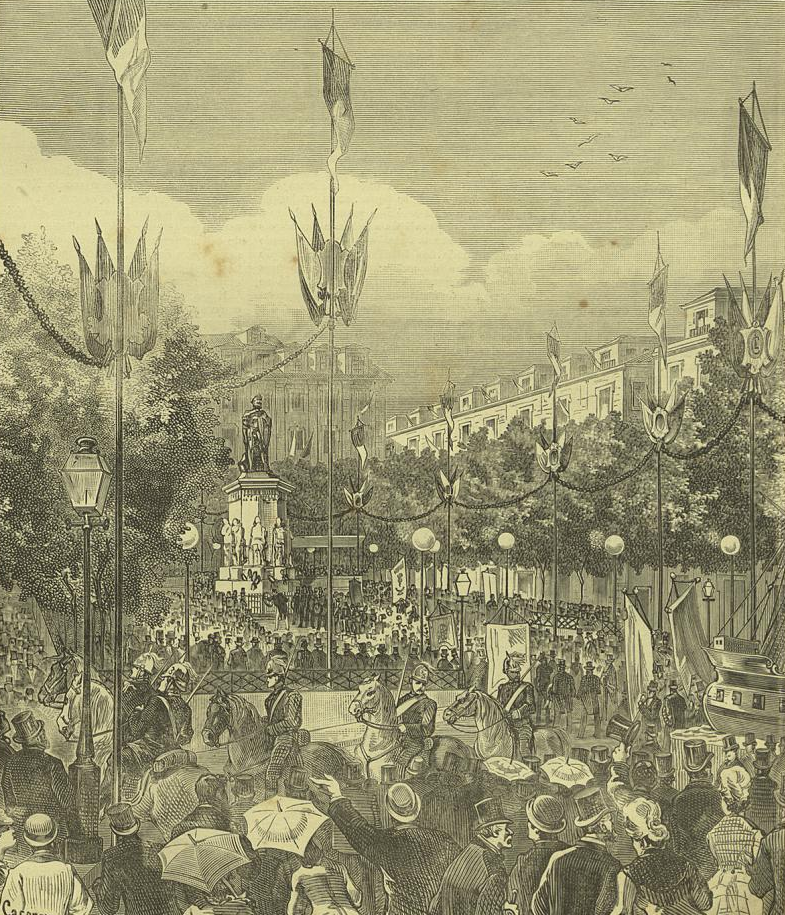
Cortejo cívico na Praça de Luís de Camões, em Lisboa

O terceiro centenário de Camões foi comemorado com grandes cerimónias: um cortejo cívico que percorreu as ruas de Lisboa, no meio de grande entusiasmo popular e, também, a trasladação dos restos mortais de Camões e de Vasco da Gama para o Mosteiro dos Jerónimos. As luminárias e o ar de festa nacional que caracterizaram as comemorações complementaram o quadro de exaltação patriótica. A ideia das comemorações camonianas partira da Sociedade de Geografia de Lisboa, mas a execução foi confiada a uma comissão constituída por, entre outros, Teófilo Braga, Ramalho Ortigão, Batalha Reis, Magalhães Lima e Pinheiro Chagas, figuras cimeiras do Partido Republicano.
Para além de Rodrigues de Freitas, também Manuel de Arriaga, Elias Garcia, Consiglieri Pedroso, Latino Coelho, Pereira Pinheiro, Eduardo Abreu, Teixeira de Queirós, Jacinto Nunes e Gomes da Silva foram eleitos deputados, representando o PRP em diversas sessões legislativas entre 1884 e 1894. Desta data e até 1900 não houve representação parlamentar republicana. Nesta fase, em que esteve afastado do parlamento, o partido empenhou-se na sua organização interna.
Após um período de grande repressão ao P.R.P., o movimento republicano pôde entrar novamente na corrida às legislativas em 1900, elegendo quatro deputados: Afonso Costa, Alexandre Braga, António José de Almeida e João Duarte de Meneses.

### O regicídio de 1908

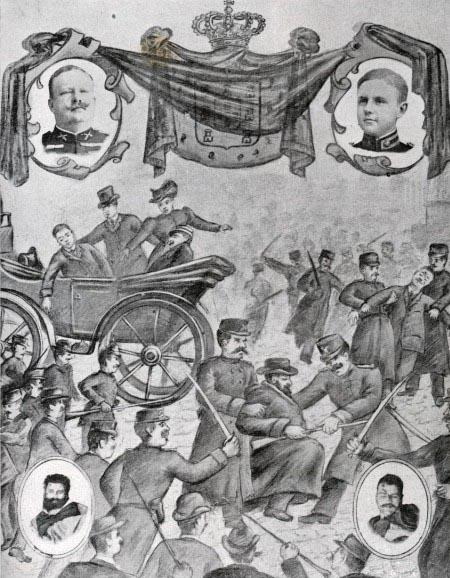
Reconstituição anónima do Regicídio publicada no jornal "Folha Volante"

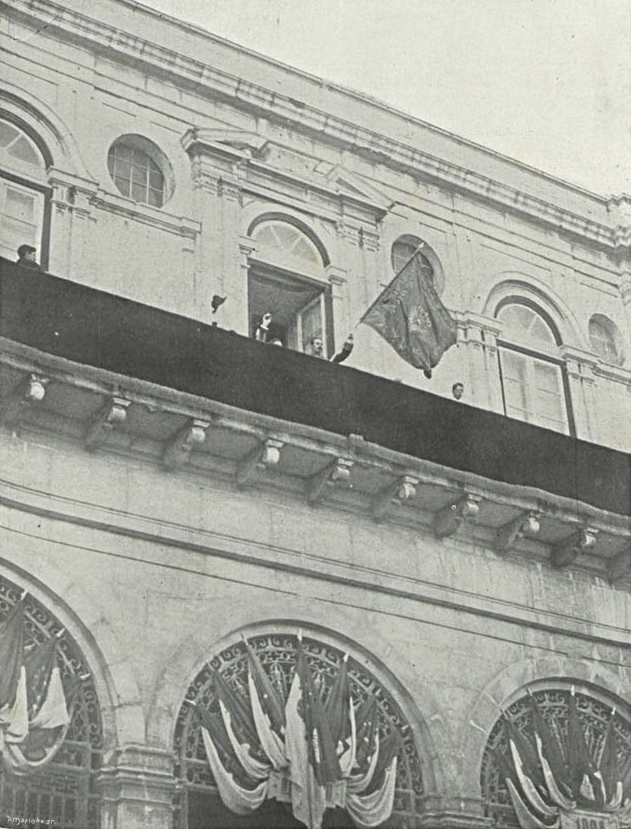
Aclamação de na varanda do Palácio de São Bento, em Lisboa

A 1 de fevereiro de 1908, quando regressavam a Lisboa vindos de Vila Viçosa, no Alentejo, onde haviam passado a temporada de caça, o rei D. Carlos e o príncipe herdeiro Luís Filipe foram assassinados em plena Praça do Comércio.
O atentado ficou a dever-se ao progressivo desgaste do sistema político português, vigente desde a Regeneração, em grande parte devido à erosão política originada pela alternância de dois partidos no poder: o Progressista e o Regenerador. O rei, como árbitro do sistema político, papel que lhe era atribuído pela constituição, havia designado João Franco para o lugar de presidente do Conselho de Ministros (chefe do governo). Este, dissidente do Partido Regenerador, conseguiu convencer o rei a encerrar o parlamento para poder implementar uma série de medidas com vista à moralização da vida política. Com esta decisão acirrou-se toda a oposição, não só apenas a republicana, mas também a monárquica, liderada pelos políticos rivais de Franco que o acusavam de governar em ditadura. Os acontecimentos acabaram por se precipitar na sequência da questão dos adiantamentos à Casa Real (regularização das dívidas régias ao Estado) e da assinatura do decreto de 30 de janeiro de 1908 que previa o degredo nas colónias, sem julgamento, aos envolvidos numa intentona republicana fracassada ocorrida dois dias antes, o Golpe do Elevador da Biblioteca.
| “ | Vi um homem de barba preta […] abrir a capa e tirar uma carabina […]. Quando [o] vi […] apontar sobre a carruagem percebi bem, infelizmente, o que era. Meu Deus, que horror o que então se passou! Logo depois do Buíça ter feito fogo […] começou uma perfeita fuzilada, como numa batida às feras! Aquele Terreiro do Paço estava deserto, nenhuma providência! Isso é que me custa mais a perdoar ao João Franco […] | ” |
|   | — D. Manuel II . |   |

A família real encontrava-se então no Paço Ducal de Vila Viçosa, mas os acontecimentos levaram o rei D. Carlos a antecipar o regresso a Lisboa, tomando o comboio na estação de Vila Viçosa na manhã do dia 1 de fevereiro. A comitiva régia chegou ao Barreiro ao final da tarde, onde, para atravessar o Tejo, tomou o vapor D. Luís, desembarcando no Terreiro do Paço, em Lisboa, por volta das 17 horas. Apesar do clima de grande tensão, o rei optou por seguir em carruagem aberta, com uma reduzida escolta, para demonstrar normalidade. Enquanto saudavam a multidão presente na praça, a carruagem foi atingida por vários disparos. Um tiro de carabina atravessou o pescoço do rei, matando-o imediatamente. Seguiram-se vários disparos, sendo que o príncipe real conseguiu ainda alvejar um dos atacantes, sendo em seguida atingido na face por um outro disparo. A rainha, de pé, defendia-se com o ramo de flores que lhe fora oferecido, fustigando um dos atacantes, que subira o estribo da carruagem, gritando "Infames! Infames!". O infante D. Manuel foi também atingido num braço. Dois dos regicidas, Manuel Buíça, professor primário, e Alfredo Costa, empregado do comércio e editor, foram mortos no local. Outros fugiram. A carruagem entrou no Arsenal da Marinha, onde se verificou o óbito do rei e do herdeiro ao trono.
Após o atentado, o governo de João Franco foi demitido e foi lançado um rigoroso inquérito que, ao longo dos dois anos seguintes, veio a apurar que o atentado fora cometido por membros da Carbonária. O processo de investigação estava já concluído nas vésperas do 5 de outubro de 1910. Entretanto, tinham sido descobertos mais suspeitos de envolvimento direto, sendo que alguns estavam refugiados no Brasil e em França e dois, pelo menos, tinham sido mortos pela própria Carbonária.
A Europa ficou chocada com este atentado, uma vez que D. Carlos era muito estimado pelos restantes chefes de estado europeus. O regicídio de 1908 acabou por abreviar o fim da monarquia ao colocar no trono o jovem D. Manuel II e lançando os partidos monárquicos uns contra os outros.

### A agonia da monarquia

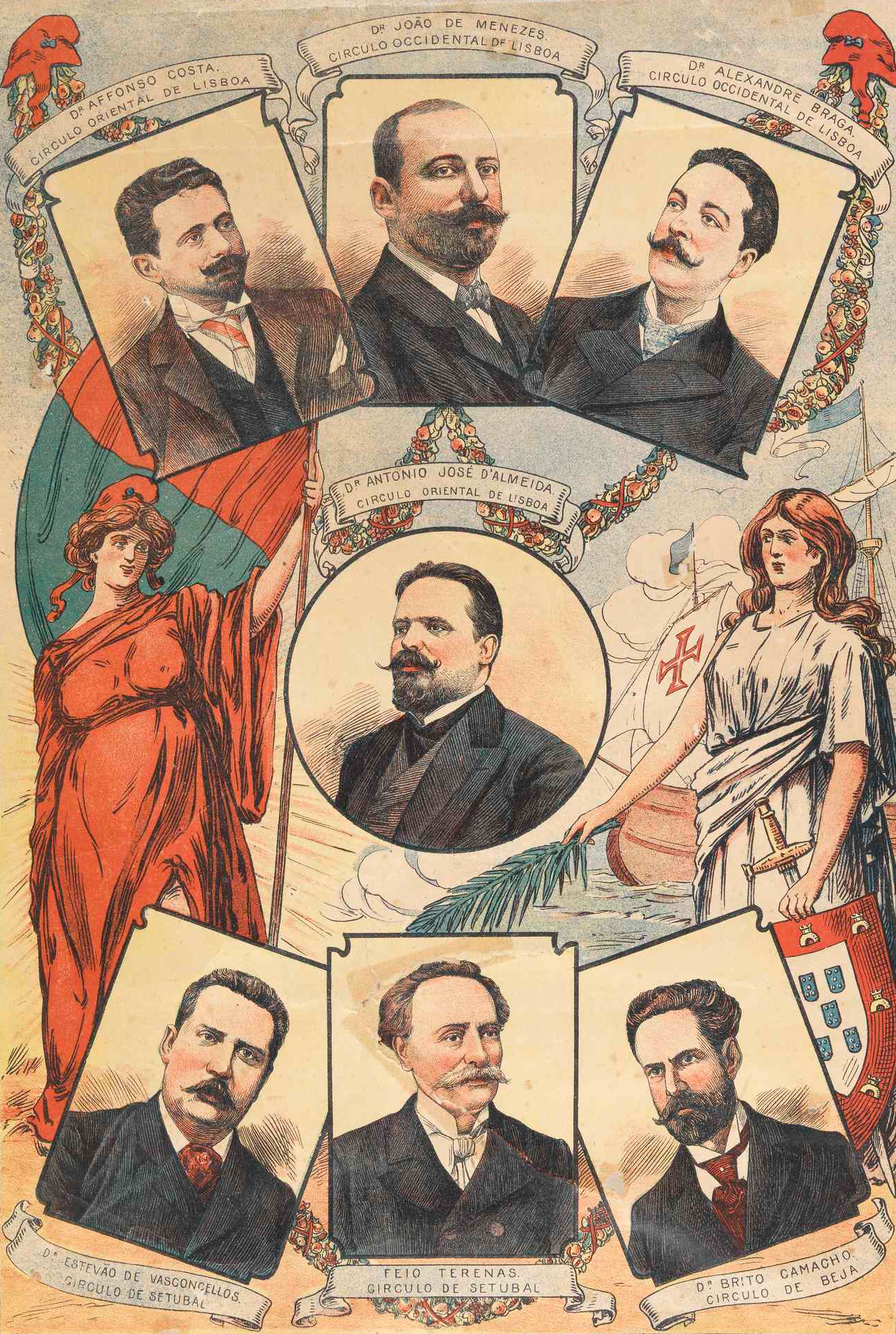
Postal comemorativo da bancada republicana eleita em 1908

Devido à sua tenra idade (18 anos) e à forma trágica e sangrenta como alcançou o trono, D. Manuel II auferiu inicialmente de uma simpatia generalizada. O jovem rei começou por nomear um governo de consenso, presidido pelo almirante Francisco Joaquim Ferreira do Amaral. Este governo de acalmação, como ficou conhecido, apesar de lograr acalmar momentaneamente os ânimos, teve duração breve. A situação política rapidamente voltou a degradar-se, tendo-se sucedido sete governos em dois anos. Os partidos monárquicos voltaram às costumeiras questiúnculas e divisões, fragmentando-se, enquanto o Partido Republicano continuava a ganhar terreno. Nas eleições de 5 de abril de 1908, a última legislativa completa na vigência da monarquia, o partido viu eleitos sete deputados: Mantiveram-se os quatro da bancada eleita em 1900 e juntaram-se-lhes Estêvão de Vasconcelos, Feio Terenas e Brito Camacho. Nas eleições de 28 de agosto de 1910 o partido teve um resultado arrasador, duplicando a sua bancada ao eleger 14 deputados, dez deles por Lisboa.
No entanto, apesar dos evidentes êxitos eleitorais alcançados pelo movimento republicano, o setor mais revolucionário do partido advogava a luta armada como melhor meio de tomar o poder a curto prazo. Foi esta fação que saiu vitoriosa do congresso do partido realizado em Setúbal entre 23 e 25 de abril de 1909. O diretório, composto pelos moderados Teófilo Braga, Basílio Teles, Eusébio Leão, José Cupertino Ribeiro e José Relvas, recebeu do congresso o mandato imperativo de fazer a revolução. As funções logísticas de preparação da intentona foram confiadas a elementos mais radicais. O comité civil era formado por Afonso Costa, João Chagas e António José de Almeida, enquanto que o almirante Cândido dos Reis liderava o comité militar. António José de Almeida ficou encarregue da organização das sociedades secretas, como a Carbonária — em cuja chefia se integrava o comissário naval António Machado Santos —, a Maçonaria e a "Junta Liberal", dirigida por Miguel Bombarda. A este eminente médico ficou a dever-se uma importante ação de propaganda republicana junto do meio burguês e que trouxe muitos simpatizantes à causa republicana.
O período entre o congresso de 1909 e a eclosão da revolução foi marcado por uma grande instabilidade e agitação política e social, com várias ameaças de sublevação pondo a revolução em risco devido à impaciência do pessoal da marinha, chefiado por Machado Santos, que estava disposto a todos os riscos.
| “ | As suas demonstrações de força [dos republicanos] nas ruas de Lisboa — por exemplo, a de 2 de agosto de 1909, que reuniu cinquenta mil pessoas, numa disciplina impressionante — fazem eco aos tumultos organizados na Assembleia por alguns deputados republicanos. Foi na noite desse dia 2 de agosto que compreendi que a coroa estava em jogo: quando o rei, com razão ou sem ela, é contestado ou rejeitado por uma parte da opinião, deixa de conseguir cumprir o seu papel unificador. | ” |
|   | — Amélia de Orleães. |   |

## A revolta
A 3 de outubro de 1910 estalou a revolta republicana que já se avizinhava no contexto da instabilidade política. Embora muitos envolvidos se tenham esquivado à participação — chegando mesmo a parecer que a revolta tinha falhado — esta acabou por suceder graças à incapacidade de resposta do governo, que não conseguiu reunir tropas que dominassem os cerca de duzentos revolucionários que na Rotunda resistiam de armas na mão.

### Os primeiros movimentos dos revolucionários
No verão de 1910 Lisboa fervilhava de boatos e várias vezes foi o presidente do Conselho de Ministros (primeiro-ministro) Teixeira de Sousa, avisado de golpes iminentes. A revolução não foi exceção: o golpe era esperado pelo governo, que a 3 de outubro deu ordem para que todas as tropas da guarnição da cidade ficassem de prevenção. Após o jantar oferecido em honra de D. Manuel II pelo futuro presidente brasileiro Hermes da Fonseca, então em visita de Estado a Portugal, o monarca recolheu-se ao Paço das Necessidades, enquanto seu tio e herdeiro jurado da coroa, o infante D. Afonso, seguia para a Cidadela de Cascais.
Após o assassinato de Miguel Bombarda, baleado por um dos seus pacientes, os chefes republicanos reuniram-se de urgência na noite de dia 3. Alguns oficiais foram contra, dada a prevenção das forças militares, mas o almirante Cândido dos Reis insistiu para que se continuasse, sendo-lhe atribuída a frase: "A Revolução não será adiada: sigam-me, se quiserem. Havendo um só que cumpra o seu dever, esse único serei eu".

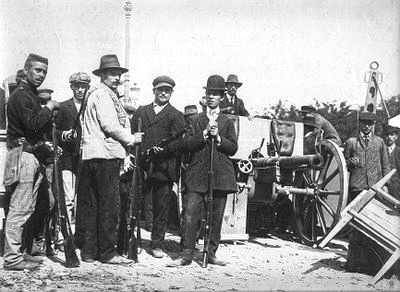
Revoltosos concentram-se na Rotunda

Machado Santos já havia passado à ação e nem esteve na reunião. Este dirigiu-se ao aquartelamento do Regimento de Infantaria 16, onde um cabo revolucionário provocara o levantamento da maior parte da guarnição: um comandante e um capitão que se tentaram opor foram mortos a tiro. Entrando no quartel com umas dezenas de carbonários, o comissário naval seguiu depois com cerca de 100 praças para o Regimento de Artilharia 1, onde o capitão Afonso Palla e alguns sargentos, introduzindo alguns civis no quartel, já haviam tomado a secretaria, prendendo os oficiais que se recusaram a aderir. Com a chegada de Machado Santos formaram-se duas colunas, que ficaram sob o comando dos capitães Sá Cardoso e Palla. A primeira marchou ao encontro aos regimentos Infantaria 2 e Caçadores 2, que deviam também estar sublevados, para seguir para Alcântara onde deveriam apoiar o quartel de marinheiros. No percurso, cruzou-se com um destacamento da Guarda Municipal, pelo que procurou outro caminho. Depois de alguns confrontos com a polícia e civis, encontrou a coluna comandada por Palla e avançaram para a Rotunda, onde se entrincheiraram cerca das 5 horas da manhã. Compunha-se a força aí estacionada de 200 a 300 praças do Regimento de Artilharia 1, 50 a 60 praças de Infantaria 16 e cerca de 200 populares — dentre os quais haveria de sobressair uma mulher popular, Amélia Santos. Os capitães Sá Cardoso e Palla e o comissário naval Machado Santos, estavam entre os 9 oficiais no comando.
Entretanto, o tenente Ladislau Parreira e alguns oficiais e civis introduziram-se no Quartel do Corpo de Marinheiros de Alcântara a uma hora da madrugada e conseguiram armar-se, sublevar a guarnição e aprisionar os comandantes, tendo um destes ficado ferido. Pretendia-se com esta ação impedir a saída do esquadrão de cavalaria da Guarda Municipal, o que foi conseguido. Para isto era necessário no entanto o apoio, em armas e homens, dos 3 navios de guerra ancorados no Tejo. Nestes o tenente Mendes Cabeçadas havia tomado o comando da tripulação sublevada do cruzador Adamastor, enquanto a tripulação revoltada do "São Rafael" esperava um oficial para a comandar.
Pelas 7 da manhã Ladislau Parreira, sendo informado por populares da situação, despachou o segundo-tenente Tito de Morais para tomar o comando do São Rafael, com ordens para que ambos os navios reforçassem a guarnição do quartel. Quando se soube que no Dom Carlos I a tripulação se encontrava sublevada mas os oficiais se haviam entrincheirado, saíram do São Rafael o tenente Carlos da Maia com alguns marinheiros e civis. Após algum tiroteio, de que resultaram feridos o comandante do navio e um tenente, os oficiais renderam-se ficando o D. Carlos I também na mão dos republicanos.
Foi a última unidade a juntar-se aos revoltosos que contava assim com parte do regimento de Artilharia 16 e de Artilharia 1, o corpo de marinheiros e os três navios citados. A marinha aderira em massa como esperado, mas muitos dos quartéis considerados simpatizantes não. Assim, os republicanos, somavam cerca de 400 homens na Rotunda, mas cerca de 1 000 a 1 500 em Alcântara, contando com as tripulações dos navios, além de se terem conseguido apoderar da artilharia da cidade, com a maioria das munições, ao que juntava a artilharia dos navios. Estavam ocupadas a Rotunda e Alcântara, mas a revolução ainda não estava decidida e os principais dirigentes ainda não haviam aparecido.
Mesmo assim, a princípio os acontecimentos não decorreram a favor dos revoltosos. O sinal de três tiros de canhão — que deveria ser o aviso para civis e militares avançarem — não resultou. Apenas um tiro foi ouvido e o almirante Cândido dos Reis, que esperava o sinal para tomar o comando dos navios, foi informado por oficiais que tudo falhara e retirou-se para casa da irmã. Ao amanhecer seria encontrado morto numa azinhaga em Arroios. Desesperado, suicidara-se com um tiro na cabeça.
Entretanto, na Rotunda, o aparente sossego da cidade desalentava de tal maneira os revoltosos que os oficiais acharam melhor desistir. Sá Cardoso, Palla e os outros oficiais retiraram-se para suas casas, mas Machado Santos ficou e assumiu o comando. Esta decisão seria fundamental para o sucesso da revolução.

### As forças do governo

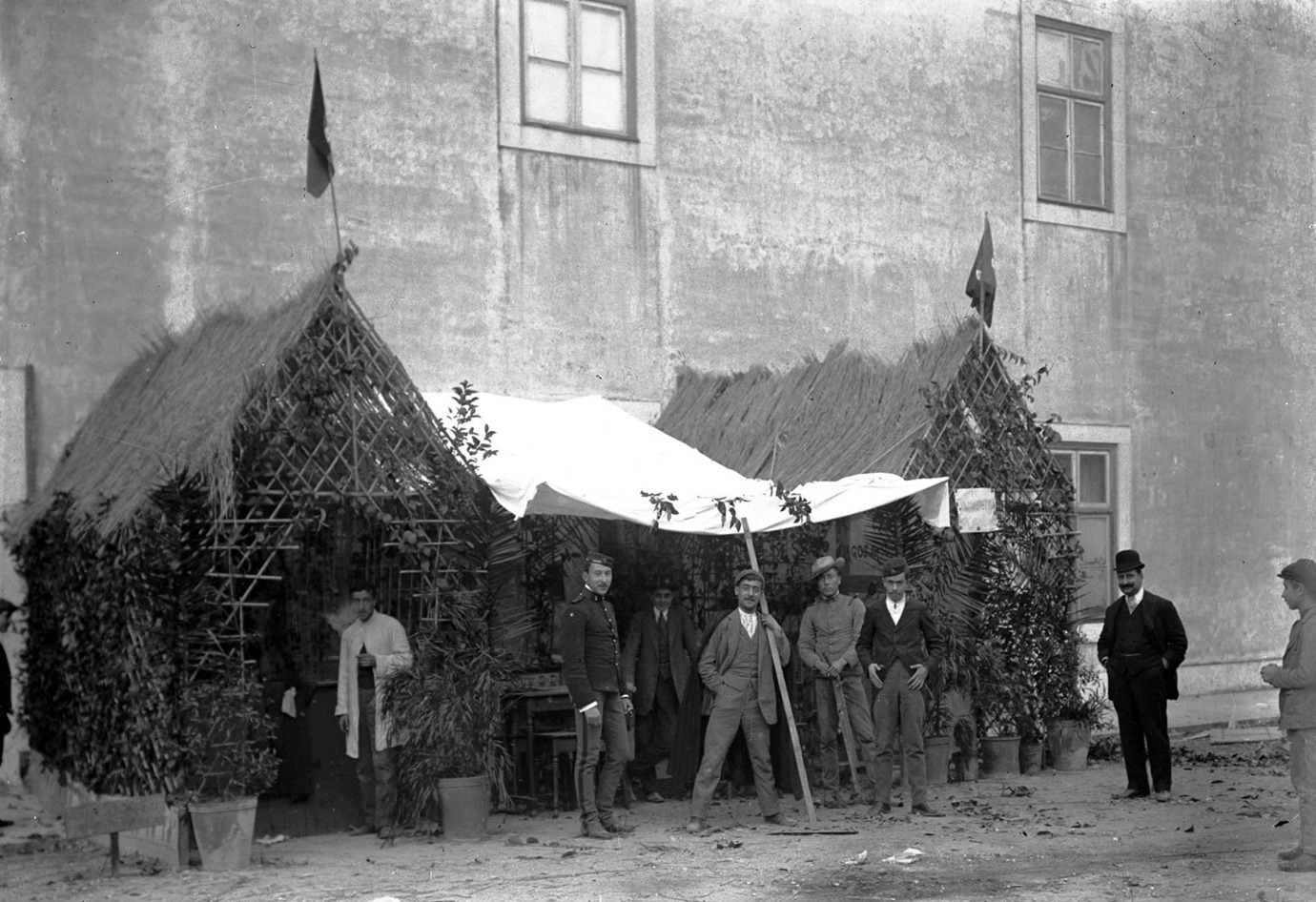
Posto de socorros durante a Revolução de 5 de Outubro de 1910

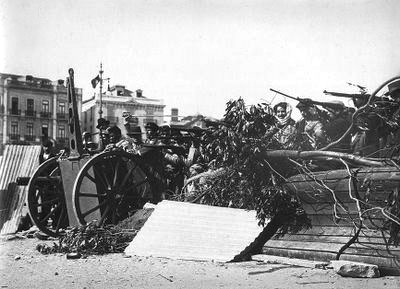
Revoltosos carbonários na Rotunda

A guarnição militar de Lisboa era constituída por quatro regimentos de infantaria, dois de cavalaria e dois batalhões de caçadores, com um total teórico de 6 982 efetivos. Mas, na prática, com os destacamentos militares colocados em funções de vigia e policiamento, nomeadamente nas fábricas do Barreiro devido ao surto grevista e à agitação sindicalista que se verificava desde setembro.
Já desde o ano anterior que as forças governamentais dispunham de um plano de ação, elaborado por ordem do comandante militar de Lisboa, general Manuel Rafael Gorjão Henriques. Quando, no fim da tarde de dia 3, o presidente do Conselho de Ministros Teixeira de Sousa o informou da iminência de uma revolução, foi logo dada ordem de prevenção às guarnições na cidade e chamadas de Santarém as unidades Artilharia 3 e Caçadores 6, e de Tomar, a de Infantaria 15.
Assim que houve notícia do começo da revolta, o plano foi posto em prática: os regimentos de Infantaria 1, Infantaria 2, Caçadores 2 e Cavalaria 2, mais a bataria de Queluz, seguiram para o Paço das Necessidades para proteger a pessoa do rei, enquanto Infantaria 5 e Caçadores 5 marcharam para o Rossio, com a missão de proteger o quartel-general.
Quanto às forças policiais a guarda municipal foi, de acordo com o plano, distribuída pela cidade para proteger pontos estratégicos como a Estação do Rossio, a Fábrica de Gás, a Casa da Moeda, a estação dos correios no Rossio, o quartel do Carmo, o depósito de munições de Beirolas e a casa do presidente do Conselho de Ministros enquanto lá esteve reunido o governo. Da guarda fiscal (total de 1 397 efetivos) há poucas informações, apenas que alguns soldados estiveram com as tropas no Rossio. A polícia civil (total de 1,2 mil efetivos) ficou nas esquadras. Esta inação retirara, portanto, cerca de 2,6 mil efetivos às forças do governo.

### Os combates
O facto de terem alinhado, do lado monárquico, algumas unidades cujas simpatias estavam com os republicanos (de tal maneira que estes esperavam que se tivessem também sublevado) conjugado com o abandono, do lado dos revoltosos, do plano de acção original, optando-se pelo entrincheiramento na Rotunda e em Alcântara, levou a que durante todo o dia 4 a situação se mantivesse num impasse, correndo pela cidade os mais variados boatos acerca de vitórias e derrotas.

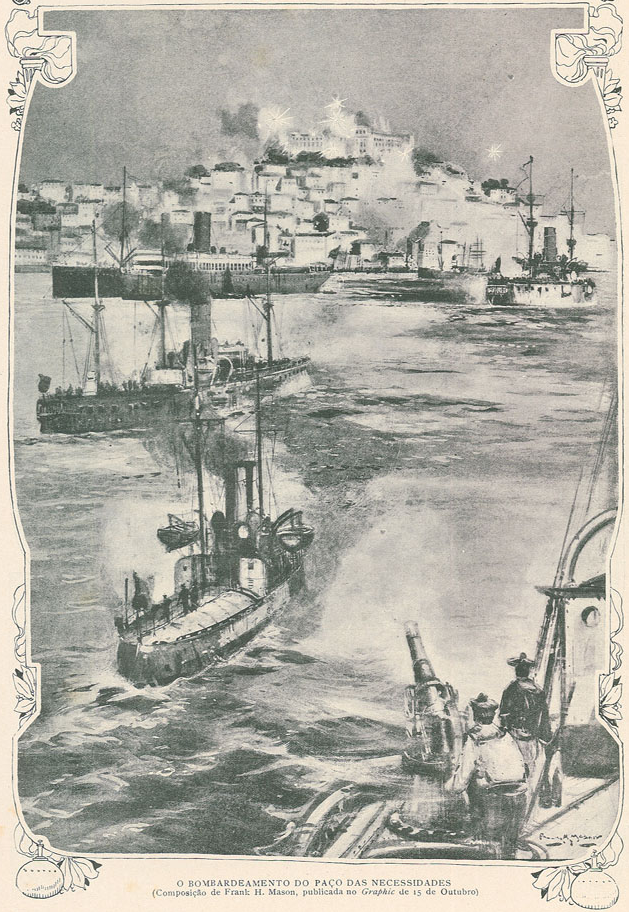
Reconstituição (fantasista) do bombardeamento naval às Necessidades, publicada na imprensa estrangeira

Assim que se teve notícia da concentração de revoltosos na Rotunda, o comando militar da cidade organizou um destacamento para os atacar. Formavam essa coluna, sob o comando do coronel Alfredo Albuquerque, unidades retiradas da proteção do Palácio das Necessidades: Infantaria 2, Cavalaria 2 e a bateria móvel de Queluz. Desta última fazia parte o herói das guerras coloniais, Henrique de Paiva Couceiro. A coluna avançou até perto da Penitenciária onde assumiu posições de combate. Antes de estas estarem concluídas, no entanto, foram atacados por revoltosos. O ataque foi repelido, mas a custo de alguns feridos, vários animais de carga mortos e da debandada de cerca de metade da infantaria. Paiva Couceiro respondeu ao fogo com os canhões e a infantaria que restava durante três quartos de hora, ordenando um ataque que foi levado a cabo por cerca de 30 soldados, mas que foi repelido com algumas baixas. Continuando com o fogo, ordenou novo ataque, mas apenas conseguiu que cerca de 20 praças o acompanhassem. Achando ter chegado o momento ideal para o assalto ao quartel de Artilharia 1, Paiva Couceiro pediu reforços ao comando da divisão apenas para receber a desconcertante ordem para retirar.
Entretanto havia-se formado uma coluna com o propósito de atacar simultaneamente os revoltosos na Rotunda, mas tal não chegou a ocorrer, porque foi dada ordem de retirar. A coluna chegou ao Rossio, ao fim da tarde, sem sequer ter combatido. Tal inação não se deveu a qualquer incompetência do seu comandante, o general António Carvalhal, pois como ficou provado no dia seguinte ao ser nomeado chefe da Divisão Militar pelo governo republicano, as suas lealdades eram outras.
Os reforços da província, esperados pelo governo ao longo de todo o dia 4, nunca chegaram. Apenas as unidades já mencionadas e chamadas aquando das medidas preventivas é que receberam as ordens de marcha. Desde o início da revolução que os carbonários tinham desligado os fios telegráficos impedindo assim as mensagens de chegarem às unidades de fora de Lisboa. Além disso, na posse de informação acerca das unidades alertadas, os revolucionários tinham cortado as linhas férreas pelo que, obrigadas a marchar, estas nunca chegariam a tempo. Da Margem Sul, mais próxima, também era improvável a chegada de reforços, visto que os navios revoltosos dominavam o rio.
Ao final do dia a situação era difícil para as forças monárquicas: os navios sublevados tinham estacionado junto ao Terreiro do Paço e o cruzador São Rafael fez fogo sobre os edifícios dos ministérios, perante o olhar atónito do corpo diplomático brasileiro, a bordo do couraçado "São Paulo" no qual viajava o presidente eleito Hermes da Fonseca.
Este bombardeamento minou o moral das forças no Rossio, que se julgavam entre dois fogos, nomeadamente Rotunda e Alcântara.

### A saída do rei de Lisboa

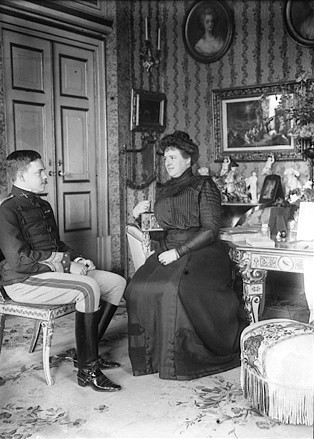
D. Manuel II e D. Amélia no Palácio das Necessidades em junho de 1910

Depois do banquete com Hermes da Fonseca, D. Manuel II regressara ao Paço das Necessidades, ficando na companhia de alguns oficiais. Jogavam bridge quando os revolucionários começaram a bombardear o local. O rei tentou telefonar, mas encontrou a linha cortada, conseguindo apenas informar a rainha-mãe, no Palácio da Pena, acerca da situação. Pouco depois chegaram unidades realistas que conseguem repelir os ataques dos revolucionários, embora as balas atingissem as janelas.
Cerca das nove horas o rei recebeu um telefonema do presidente do Conselho, aconselhando-o a procurar refúgio em Mafra ou Sintra, dado que os revoltosos ameaçavam bombardear o Paço das Necessidades. D. Manuel II recusou-se a partir, dizendo no entanto aos presentes: "Vão vocês se quiserem, eu fico. Desde que a constituição não me marca outro papel senão o de me deixar matar, cumpri-lo-ei".
Com a chegada da bateria móvel de Queluz, as peças foram dispostas nos jardins do palácio de forma a poderem bombardear o revoltado quartel dos marinheiros, que ficava a escassos 100 metros do paço. No entanto, antes de poder começar, o comandante da bateria recebeu ordem de cancelar o bombardeamento e juntar-se às forças que saiam do paço, integradas na coluna que iria atacar os revoltosos na Artilharia 1 e na Rotunda. Cerca do meio-dia os cruzadores Adamastor e São Rafael, que desde há uma hora haviam fundeado em frente ao quartel dos marinheiros, começaram a bombardear o Paço das Necessidades, o que desmoralizou as forças monárquicas aí presentes. O rei refugiou-se numa pequena casa no parque do palácio de onde conseguiu telefonar a Teixeira de Sousa, pois os revolucionários apenas haviam cortado as linhas de telefone especiais do estado mas não as da rede geral. Ordenou ao primeiro-ministro que mandasse para as Necessidades a bateria de Queluz para impedir o desembarque dos marinheiros, mas este retorquiu-lhe que a ação principal se passava na Rotunda e que todas as tropas eram aí necessárias. Tendo em conta que as tropas disponíveis não eram suficientes para cercar os revoltosos na Rotunda, o ministro fez ver ao rei a conveniência de se retirar para Sintra ou Mafra de forma a libertar as forças estacionadas no Paço para sua proteção e que eram necessárias na Rotunda.
Às duas da tarde as viaturas com o D. Manuel II e seus assessores partiram do palácio em direção a Mafra, onde a Escola Prática de Infantaria disporia de forças suficientes para proteger o soberano. Logo ao início da Estrada de Benfica o rei libertou o esquadrão da guarda municipal que o escoltava para que viessem ajudar os seus companheiros a lutar contra os revolucionários. A comitiva chegou sem problemas a Mafra cerca das quatro da tarde, mas aí depararam com um problema: devido às férias, não se encontravam na Escola Prática mais do que 100 praças, ao invés das 800 que seria de esperar e o comandante, coronel Pinto da Rocha, afirmou não dispor de meios para proteger o rei. Entretanto, chegou de Lisboa o Conselheiro João de Azevedo Coutinho que aconselhou o rei a chamar a Mafra as rainhas D. Amélia e D. Maria Pia (respectivamente a mãe e a avó do rei) que estavam nos Palácios da Pena e da Vila, em Sintra, e a preparar-se para seguir para o Porto, para aí organizar a resistência.
Em Lisboa, a saída do rei não trouxera grandes vantagens pois as tropas assim libertas, apesar de receberem repetidas ordens do quartel-general para marcharem para o Rossio para impedirem a concentração de artilharia revoltosa em Alcântara, a maioria desobedeceu.

### O triunfo da revolução

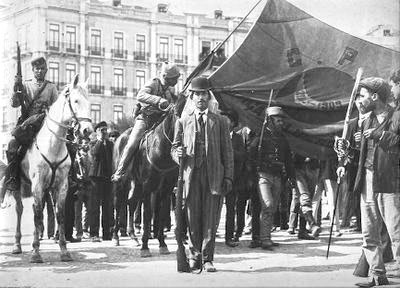
Marcha com a bandeira da Carbonária na Rotunda em 5 de outubro de 1910

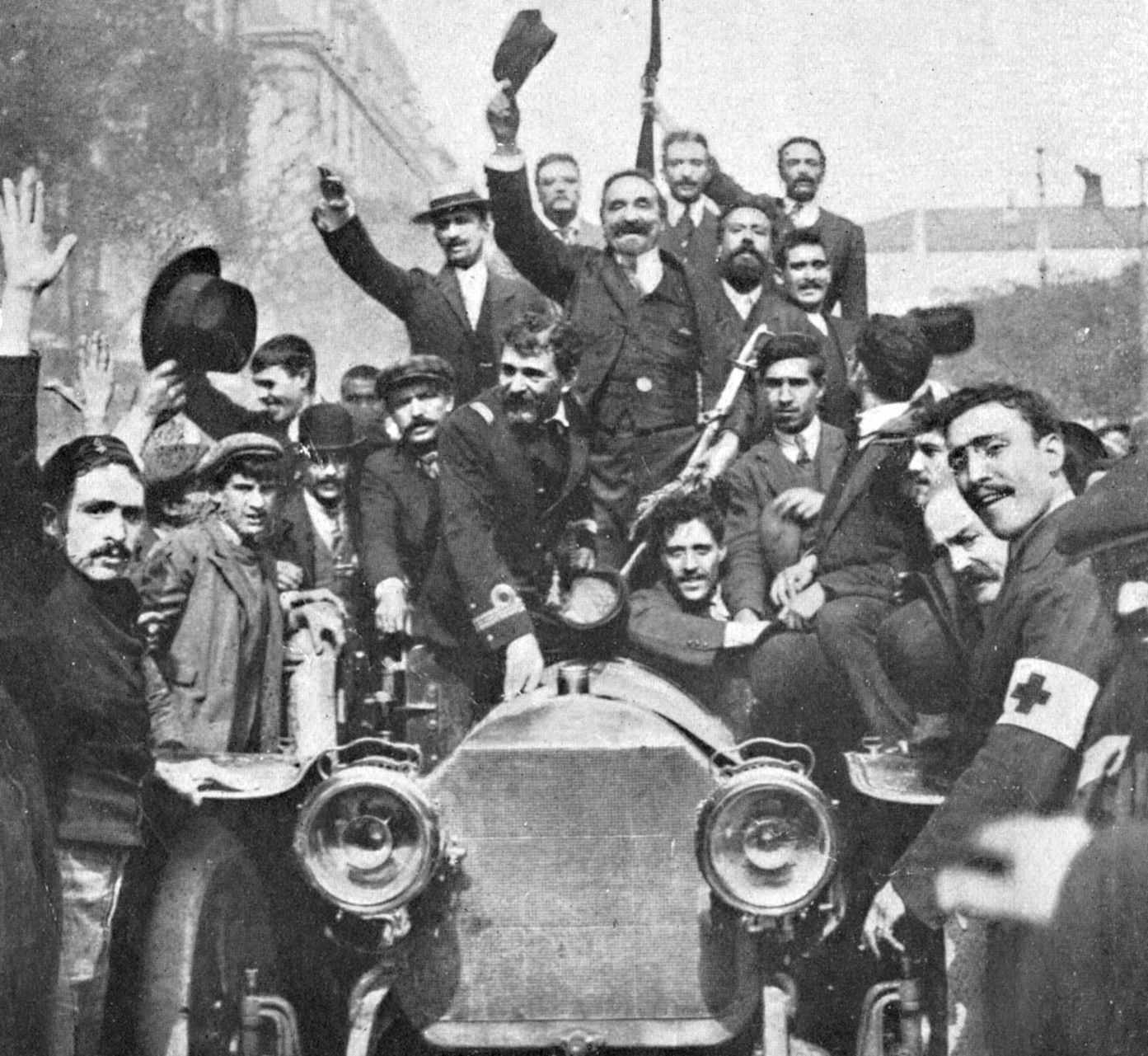
Francisco Correia de Herédia, 1.º Visconde da Ribeira Brava, a celebrar a implantação da república

À noite do dia 4 o moral encontrava-se baixo entre as tropas monárquicas estacionadas no Rossio, devido ao perigo constante de serem bombardeadas pelas forças navais e nem as baterias de Couceiro, aí colocadas estrategicamente, traziam conforto. No quartel-general discutia-se a melhor posição para bombardear a Rotunda. Às três da manhã, Paiva Couceiro partiu com a bateria móvel, escoltado por um esquadrão da guarda municipal, e instalou-se no Jardim de Castro Guimarães, no Torel, aguardando a madrugada. Quando as forças da Rotunda começaram a disparar sobre o Rossio, revelando a sua posição, Paiva Couceiro abriu fogo provocando baixas e semeando a confusão entre os revoltosos. O bombardeamento prosseguiu com vantagem para os monárquicos, mas às oito da manhã Paiva Couceiro recebeu ordem para cessar-fogo, pois iria haver um armistício de uma hora.
Entretanto no Rossio, depois de Paiva Couceiro ter saído com a bateria, o moral das tropas monárquicas, julgando-se desamparadas, piorou ainda mais, devido às ameaças de bombardeamento por parte das forças navais. Infantaria 5 e alguns elementos de Caçadores 5 garantiram que não se oporiam ao desembarque de marinheiros. Face a esta confraternização com o inimigo, os comandantes destas formações dirigiram-se então ao quartel-general onde foram surpreendidos pela notícia do armistício.
| “ | Proclamada por importantes forças do exército, por toda a armada e auxiliada pelo concurso popular, a República tem hoje o seu primeiro dia de História. A marcha dos acontecimentos, até à hora em que escrevemos, permite alimentar toda a esperança de um definido triunfo. […] Não se faz ideia do entusiasmo que corre na cidade. O povo está verdadeiramente louco de satisfação. Pode dizer-se que toda a população de Lisboa está na rua vitoriando a república. | ” |
|   | — Jornal O Mundo, 5 de outubro de 1910. |   |

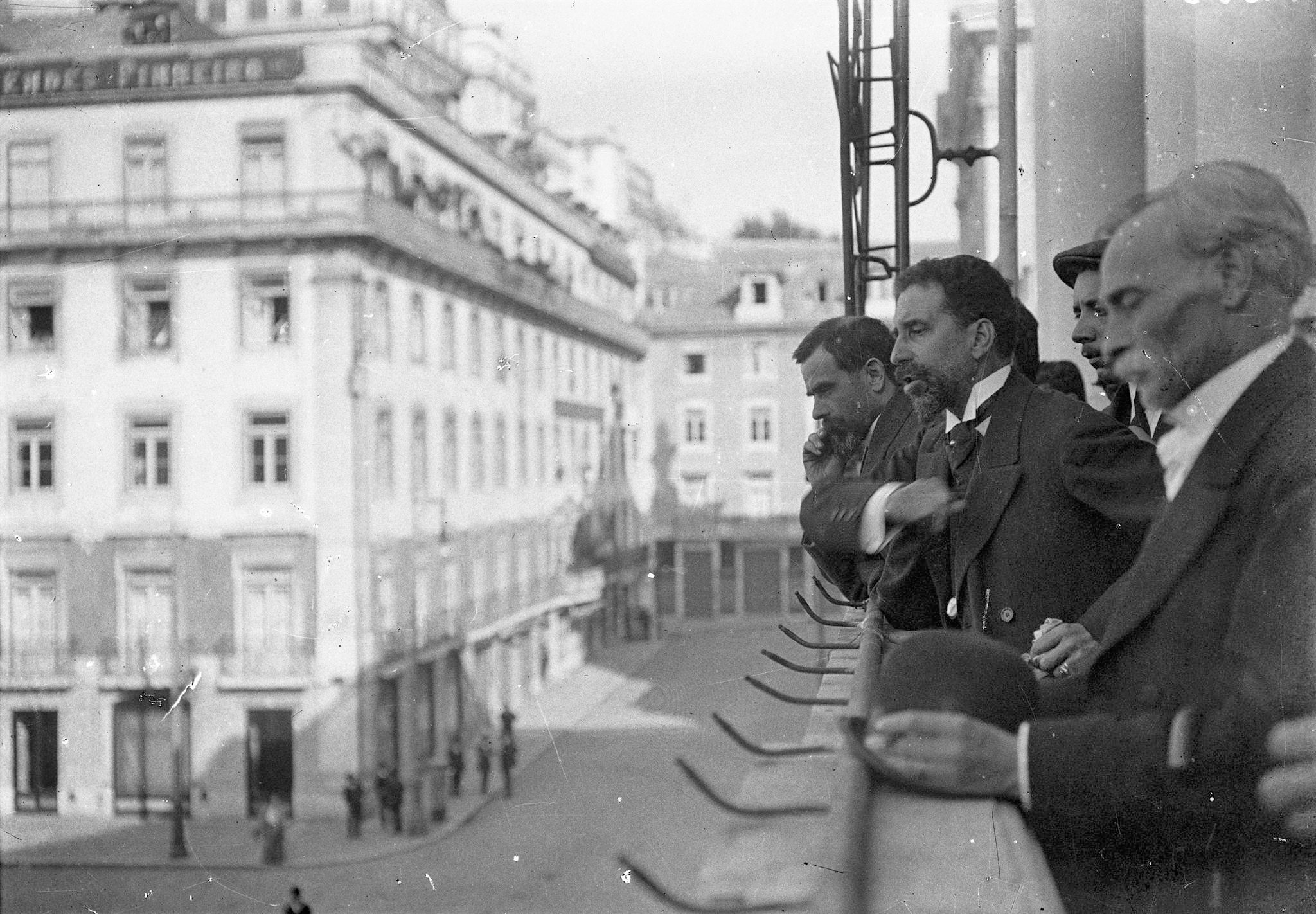
Proclamação da república por José Relvas na varanda dos Paços do Concelho de Lisboa

O novo representante alemão, chegado na antevéspera, instalara-se no Hotel Avenida Palace, lugar de residência de muitos outros estrangeiros. A proximidade do edifício da zona dos combates não o poupou a estragos. Perante este perigo, o diplomata tomou a resolução de intervir. Dirigiu-se ao quartel-general e pediu ao general Gorjão Henriques um cessar-fogo que lhe permitisse evacuar os cidadãos estrangeiros. Sem comunicar ao governo, e talvez na esperança de ganhar tempo para a chegada dos reforços da província, o general acede.
O diplomata alemão, acompanhado de um ordenança com a bandeira branca, dirige-se à Rotunda para acertar o armistício com os revoltosos. Mas eis que estes, vendo a bandeira branca, julgaram que a força opositora se rendia, pelo que saem entusiasticamente das fileiras e juntam-se ao povo, que sai das ruas laterais e se junta numa grande aglomeração gritando vivas à república. Na Rotunda, Machado Santos a princípio não aceita o armistício, mas perante os protestos do diplomata acede. De seguida, e vendo o maciço apoio popular à revolta nas ruas, temerariamente dirige-se ao quartel-general, acompanhado de muitos populares (aos quais se haveriam de juntar os oficiais que abandonaram as posições na Rotunda).
A situação no Rossio, com a saída dos populares à rua era muito confusa, mas já favorável aos republicanos, dado o evidente apoio popular. Machado Santos confronta o general Gorjão Henriques com o facto consumado e convida-o a manter-se no comando da divisão mas este recusa. Machado Santos entrega assim o comando ao general António Carvalhal que sabia ser republicano. Pouco depois, pelas 9 horas da manhã, era proclamada a república por José Relvas, na varanda do edifício da Câmara Municipal de Lisboa, após o que foi nomeado um Governo Provisório, presidido por membros do Partido Republicano Português, com o fito de governar a nação até que fosse aprovada uma nova Lei Fundamental.
A revolução saldou-se em algumas dezenas de baixas. O número rigoroso não é conhecido, mas sabe-se que, até ao dia 6 de outubro, tinham dado entrada na morgue 37 vítimas mortais da revolução. Vários feridos recorreram a hospitais e postos de socorros da cidade, alguns deles vindo, mais tarde, a falecer. Por exemplo, dos 78 feridos que deram entrada no Hospital de São José, 14 faleceram nos dias seguintes.

### O embarque da família real para o exílio

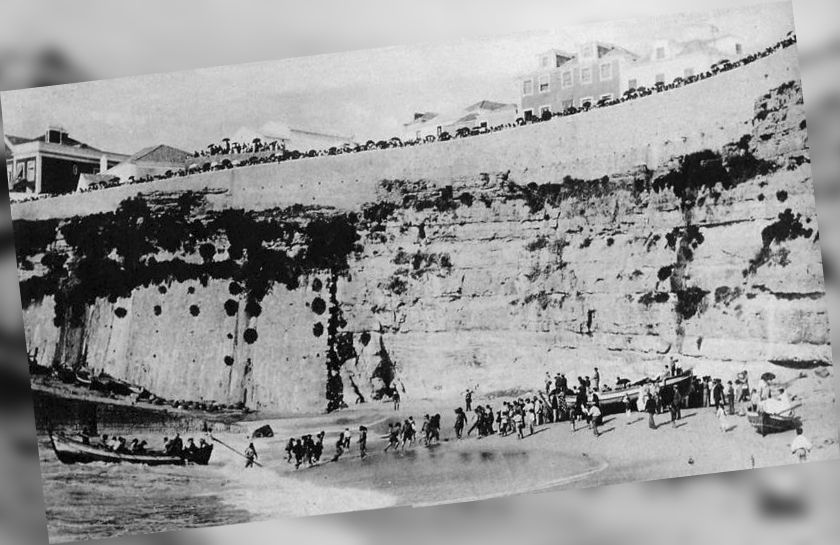
Embarque da família real no iate real Amélia, na Praia dos Pescadores da Ericeira

Em Mafra, na manhã do dia 5 de outubro, o rei procurava um modo de chegar ao Porto, ação muito difícil de levar a cabo por terra dada a quase inexistência de uma escolta e os inúmeros núcleos de revolucionários espalhados pelo país. Cerca do meio-dia era entregue ao presidente da câmara municipal de Mafra a comunicação do novo governador civil, ordenando que se arvorasse a bandeira republicana. Pouco depois o comandante da Escola Prática de Infantaria recebe também um telegrama do seu novo comandante informando-o da nova situação política. A posição da família real tornava-se precária.
A solução aparece quando chega a notícia de que o iate real "Amélia" fundeara ali perto, na Ericeira. Às duas da manhã o iate havia recolhido da Cidadela de Cascais o tio e herdeiro ao trono, D. Afonso, e sabendo o rei em Mafra, havia rumado à Ericeira por ser o ancoradouro mais próximo. Tendo a confirmação da proclamação da república e o perigo próximo da sua prisão, D. Manuel II decide embarcar com vista a dirigir-se ao Porto. A família real e alguns acompanhantes dirigiram-se à Ericeira de onde, por meio de dois barcos de pesca e perante os olhares curiosos dos populares embarcaram no iate real.
Uma vez a bordo, o rei escreveu ao primeiro-ministro:
| “ | Meu caro Teixeira de Sousa, Forçado pelas circunstâncias vejo-me obrigado a embarcar no yacht real "Amélia". Sou português e sê-lo-ei sempre. Tenho a convicção de ter sempre cumprido o meu dever de Rei em todas as circunstâncias e de ter posto o meu coração e a minha vida ao serviço do meu País. Espero que ele, convicto dos meus direitos e da minha dedicação, o saberá reconhecer! Viva Portugal! Dê a esta carta a publicidade que puder. | ” |
|   | — D. Manuel II. |   |

Depois de garantir que a carta chegaria ao seu destino, o rei fez saber que queria ir para o Porto. Reuniu-se um conselho com o soberano, os oficiais e parte da comitiva. O comandante João Agnelo Velez Caldeira Castelo Branco e o imediato João Jorge Moreira de Sá opuseram-se à opinião do soberano, alegando que se o Porto não os recebesse o navio dificilmente teria combustível para chegar a outro ancoradouro. Perante a insistência de D. Manuel II, o imediato argumentou que levavam a bordo toda a família real, pelo que era o seu primeiro dever salvar essas vidas. O porto de destino escolhido foi Gibraltar. Aí tomou conhecimento que também o Porto tinha aderido à causa republicana. D. Manuel ordenou que o navio, por ser propriedade do Estado português, voltasse a Lisboa. O rei deposto, no entanto, viveria o resto dos seus dias no exílio.

## Os primeiros passos da República

### Atuação do Governo Provisório

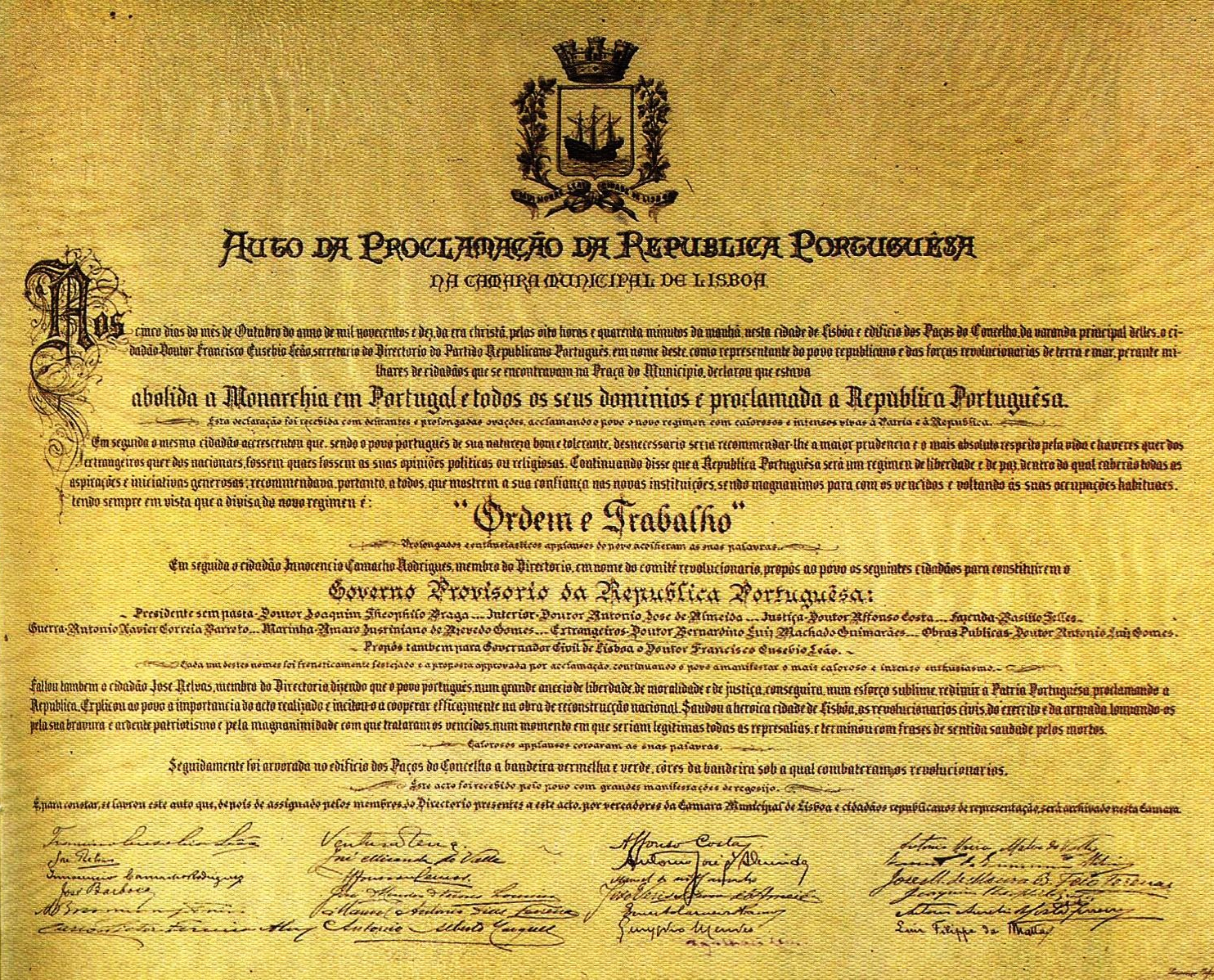
Auto da Proclamação da Republica Portuguesa

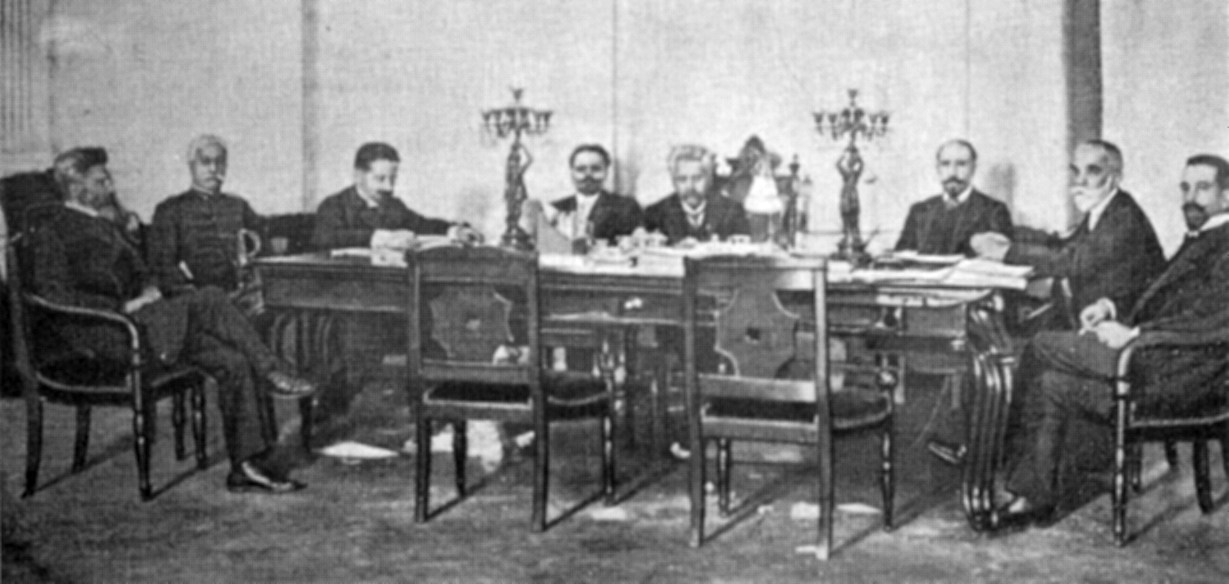
Governo Provisório da República Portuguesa em 1910

No dia 6 de outubro de 1910, o Diário do Governo anunciava: "Ao Povo Português — Constituição do Governo Provisório da República — Hoje, 5 de outubro de 1910, às onze horas da manhã, foi proclamada a República de Portugal na sala nobre dos Paços do Município de Lisboa, depois de terminado o movimento da Revolução Nacional. Constituiu-se, imediatamente o Governo Provisório: Presidência, Joaquim Teófilo Braga; Interior, António José de Almeida; Justiça, Afonso Costa; Fazenda, Basílio Teles; Guerra, António Xavier Correia Barreto; Marinha, Amaro Justiniano de Azevedo Gomes; Estrangeiros, Bernardino Luís Machado Guimarães; Obras Públicas, António Luís Gomes".
Por decreto de 8 de outubro o Governo Provisório determinou a nova nomenclatura dos ministérios, sendo as modificações mais importantes as que atingiram os do Reino, da Fazenda e das Obras Públicas, que passaram a denominar-se, respectivamente, do Interior, das Finanças e do Fomento. No entanto, Basílio Teles recusou, nem chegando sequer a tomar posse da pasta para que fora nomeado, sendo, no dia 12, substituído por José Relvas. Em 22 de novembro, Brito Camacho entrou também para o governo, na vaga aberta pela saída de António Luís Gomes, nomeado embaixador de Portugal no Rio de Janeiro.
| “ | Os ministros [do Governo Provisório], inspirando-se num alto sentimento patriótico, procuraram sempre traduzir em suas medidas as mais altas e mais instantes aspirações do velho Partido Republicano, em termos de conciliar os interesses permanentes da sociedade com a nova ordem de coisas, inevitavelmente derivada do facto da revolução. | ” |
|   | — Teófilo Braga, 21 de junho de 1911. |   |

Durante o tempo que esteve em funções, o Governo Provisório tomou uma série de medidas importantes e que tiveram um efeito duradouro. Para apaziguar os ânimos e reparar as vítimas da monarquia, foi concedida uma ampla amnistia para crimes contra a segurança do Estado, contra a religião, de desobediência, de uso de armas proibidas, etc.. A Igreja Católica ressentiu-se bastante das medidas tomadas pelo Governo Provisório. Entre estas destacam-se a expulsão da Companhia de Jesus e das ordens do clero regular, o encerramento dos conventos, a proibição do ensino religioso nas escolas, a abolição do juramento religioso nas cerimónias civis e a laicização do Estado pela separação entre a Igreja e o Estado. Foi institucionalizado o divórcio e a legalidade dos casamentos civis, a igualdade de direitos no casamento entre homem e mulher, a regularização jurídica dos filhos naturais; a protecção à infância e aos idosos, a reformulação das leis da imprensa, a extinção dos títulos nobiliárquicos e o reconhecimento do direito à greve. O Governo Provisório optou, ainda, pela extinção das então guardas municipais de Lisboa e do Porto, substituídas por um novo corpo público de defesa da ordem, a Guarda Nacional Republicana. Para as colónias, criou-se legislação com vista a conceder autonomia às províncias ultramarinas, condição necessária ao seu desenvolvimento. Entretanto, foram alterados também os símbolos nacionais — a bandeira e o hino —, foi adotada uma nova unidade monetária — o escudo, a equivaler a mil réis — e até a ortografia da língua portuguesa foi simplificada e devidamente regulamentada, através da Reforma Ortográfica de 1911.
O Governo Provisório gozou de amplos poderes até à abertura oficial da Assembleia Nacional Constituinte, em 19 de junho de 1911, na sequência das eleições de 28 de maio desse ano. Nesse momento, o presidente do Governo Provisório, Teófilo Braga, entregou à Assembleia Nacional Constituinte os poderes que lhe haviam sido conferidos a 5 de outubro de 1910. No entanto, a Assembleia aprovou por aclamação a proposta apresentada ao congresso pelo seu presidente Anselmo Braamcamp Freire: "A Assembleia Nacional Constituinte confirma, até ulterior deliberação, as funções do Poder Executivo ao Governo Provisório da República".
Dois meses mais tarde, com a aprovação da Constituição Política da República Portuguesa e a eleição do primeiro presidente constitucional da República — Manuel de Arriaga —, a 24 de agosto, o Governo Provisório apresentou a sua demissão, que foi aceite a 3 de setembro de 1911 pelo presidente da república, pondo fim a um mandato de mais de 10 meses. Começava a Primeira República.

### Alteração dos símbolos nacionais
Com a implantação da República, os símbolos nacionais foram modificados. Por decreto datado de 15 de outubro de 1910 do Governo Provisório, foi nomeada uma comissão encarregada de os criar. A modificação dos símbolos nacionais, segundo o historiador Nuno Severiano Teixeira, surgiu da dificuldade que os Republicanos enfrentaram para representar a República: «Na monarquia o rei tem um corpo físico e portanto é uma pessoa reconhecível e reconhecida pelos cidadãos. Mas a república é uma ideia abstracta.»

#### A bandeira

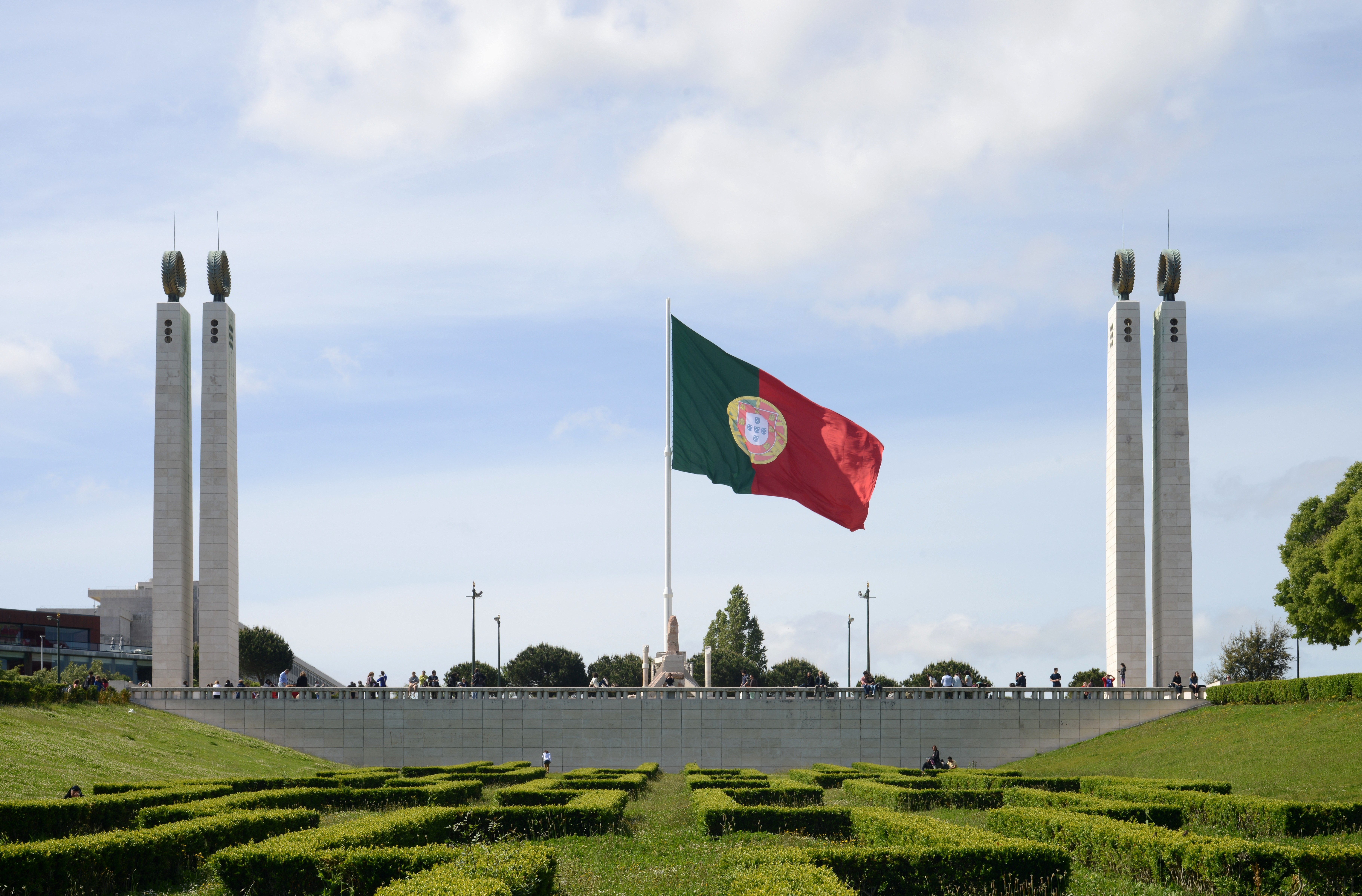
Bandeira da República Portuguesa no, Lisboa

Em relação à bandeira, existiam duas tendências: uma de manter as cores azul e branca, tradicional das bandeiras portuguesas, e outra de usar cores "mais republicanas": verde e vermelho. A proposta da comissão sofreu várias alterações, sendo o desenho final retangular, com os dois quintos próximos da haste com a cor verde e os três quintos, do lado do batente, com a cor vermelha. A cor verde foi escolhida por ser a "cor da esperança", enquanto o vermelho é uma cor "combativa, quente, viril, por excelência". Na união das duas cores, o escudo das armas nacionais orlado a branco, sobre a esfera armilar manuelina. O projeto da bandeira foi aprovado pelo Governo Provisório por um voto a 29 de novembro de 1910. No dia 1 de dezembro foi celebrada a Festa da Bandeira, frente à Câmara Municipal de Lisboa. A Assembleia Nacional Constituinte promulgou a escolha da bandeira em 19 de junho de 1911.

#### O hino nacional
Hymno da Carta (1826–1910) 
A Portuguesa (1910–presente) 
Em 19 de junho de 1911 a Assembleia Nacional Constituinte proclamou "A Portuguesa" como hino nacional em substituição do Hymno da Carta, anterior hino nacional desde maio de 1834, inscrevendo-a como símbolo nacional na Constituição portuguesa de 1911. A Portuguesa fora composta em 1890, com música de Alfredo Keil e letra de Henrique Lopes de Mendonça, em reação ao Ultimatum inglês. Nasceu como uma canção de cariz patriótico e foi utilizada, com uma letra ligeiramente diferente, como a marcha dos revoltosos de 31 de Janeiro de 1891 na tentativa falhada de golpe de Estado que pretendia implantar a república em Portugal, razão pela qual o regime monárquico a proibiu.
Embora proclamada hino nacional em 1911, só em 4 de setembro de 1957 foi aprovada a versão oficial que é hoje tocada em cerimónias nacionais civis ou militares e aquando da visita de chefes de estado estrangeiros, após ser ouvido o hino da nação representada.

#### O busto
O busto oficial da República foi escolhido num concurso nacional promovido pela Câmara Municipal de Lisboa em 1911, do qual participaram nove escultores. É da autoria de Francisco dos Santos e está atualmente exposto na Câmara Municipal, estando o gesso original no Centro Cultural Casapiano, uma vez que Francisco dos Santos fora aluno da Casa Pia de Lisboa. Existe no entanto, outro busto que foi adotado como o rosto da República, da autoria de José Simões de Almeida e criado em 1908. O seu original encontra-se na Câmara Municipal de Figueiró dos Vinhos. A modelo para este busto foi Ilda Pulga, uma jovem trabalhadora do comércio do Chiado. Segundo o jornalista António Valdemar, que quando se tornou presidente da Academia Nacional de Belas-Artes mandou o escultor João Duarte restaurar o busto original que se encontrava numa arrecadação da instituição: 
| “ | O Simões achou piada à cara da rapariga e convidou-a para ser modelo. A mãe disse que autorizava mas com duas condições: que ela própria estivesse presente nas sessões e que a filha não se despisse. | ” |

 O busto mostra a República com um barrete frígio, influência da Revolução Francesa. O busto de Simões foi logo adotado pela Maçonaria, foi usado nos funerais de Miguel Bombarda e de Cândido dos Reis, mas aquando do concurso oficial, apesar de ser bastante popular, ficou em segundo lugar para o busto de Francisco dos Santos.

### Separação entre o Estado e a Igreja

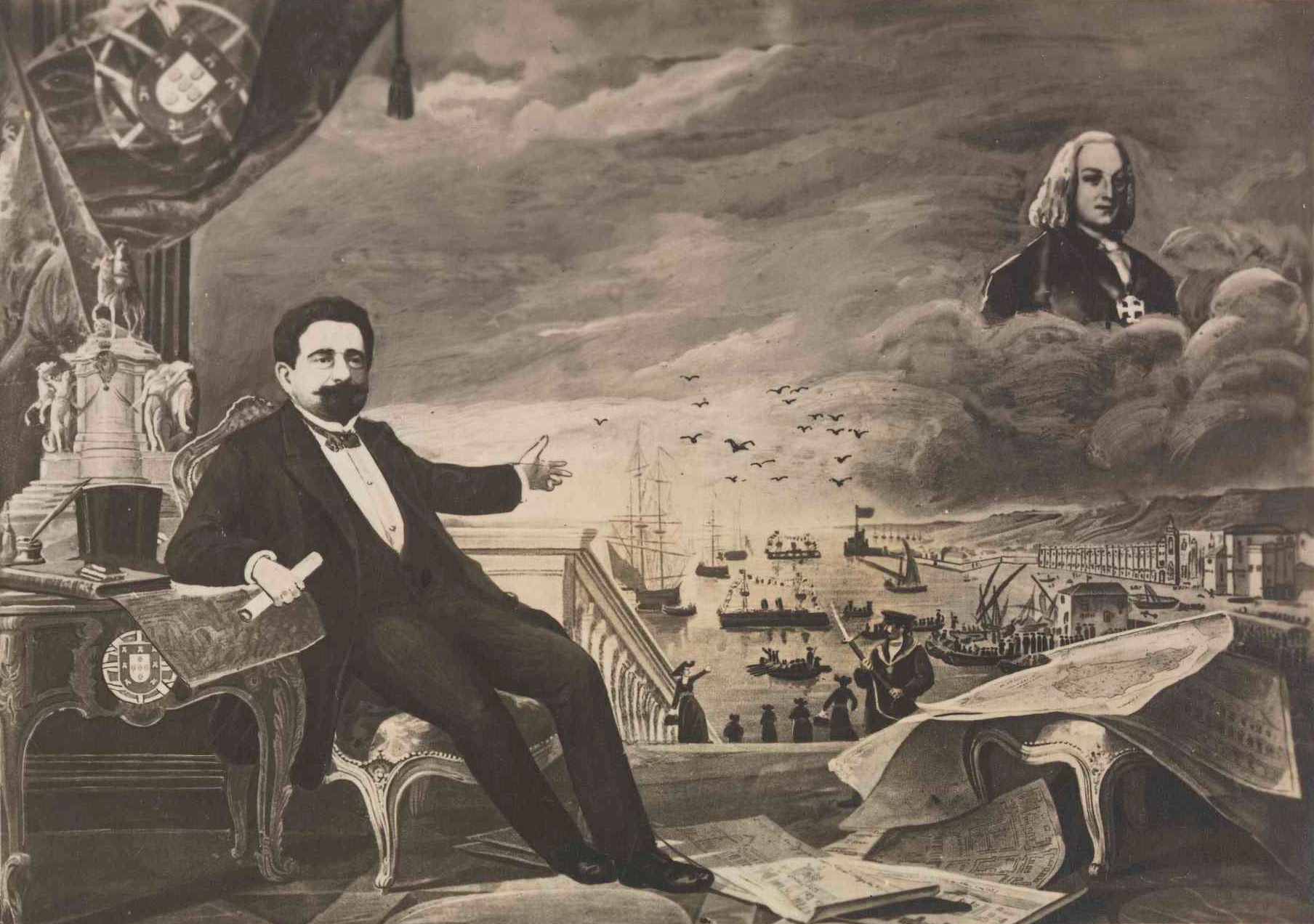
Nesta caricatura contemporânea, Afonso Costa surge no lugar do Marquês de Pombal, numa cena semelhante à do famoso quadro de Louis-Michel van Loo e Claude Joseph Vernet representando a expulsão dos jesuítas no século XVIII

Uma medida controversa do Governo provisório foi a separação entre o Estado e a Igreja. O laicismo começou a ser discutido em Portugal ainda no século XIX, aquando das Conferências do Casino em 1871, promovidas por Antero de Quental. O movimento republicano associava a Igreja Católica à Monarquia, e opunha-se à sua influência na sociedade portuguesa. A laicização da República constava como uma das principais ações a tomar no ideário e programa político do Partido Republicano e da Maçonaria. Em 1 de fevereiro de 1908, após o regicídio, foi redigido um decreto contra os jesuítas por iniciativa do governo, que julgava poder salvar o regime atacando a Igreja, mas este nunca chegou a ser assinado pelo rei D. Manuel II. Logo após a implantação da República, em 8 de outubro de 1910, o ministro da Justiça, Afonso Costa reinstaura as leis do Marquês de Pombal contra os jesuítas, e as de Joaquim António de Aguiar em relação às ordens religiosas. Os bens e propriedade da igreja são arrolados e incorporados no estado. O juramento religioso e outros previstos nos estatutos da Universidade de Coimbra são abolidos, e as matrículas no primeiro ano da Faculdade de Teologia são anuladas, sendo também extintas as cadeiras de direito canónico e suprimido o ensino da doutrina cristã. Os feriados religiosos passam a ser dias de trabalho, mantendo-se no entanto o domingo como dia de descanso, por razões laborais. Além disso, as forças armadas são proibidas de participar em solenidades religiosas. Foram, ainda, aprovadas leis do divórcio e da família que consideravam o casamento como um "contrato puramente civil".
Alguns bispos foram perseguidos, expulsos ou suspensos das suas atividades no decurso da laicização. Em reação aos vários decretos antieclesiásticos, os bispos portugueses lançaram uma pastoral coletiva defendendo a doutrina da igreja, mas a sua leitura foi proibida pelo governo. Apesar disso, alguns prelados continuaram a divulgar o texto, entre eles o bispo do Porto, António Barroso, o que levou o ministro Afonso Costa a chamá-lo a Lisboa e a destituí-lo das suas funções eclesiásticas.
O culminar da laicização deu-se com a aprovação da Lei da Separação do Estado das Igrejas, de 20 de abril de 1911, com uma aceitação grande por parte das classes populares e intelectuais. A lei apenas foi promulgada pela Assembleia em 1914, mas a sua implementação foi imediata após a publicação do decreto. A Igreja portuguesa tentou ainda reagir, classificando a lei de "injustiça, opressão, espoliação e ludíbrio", mas sem sucesso. Afonso Costa previra, mesmo, a erradicação do Catolicismo no espaço de três gerações. A aplicação da lei começou em 1 de julho de 1911, com a criação de uma "Comissão Central". Os hábitos talares estavam proibidos, mas o ministro da Justiça interino da altura, Bernardino Machado, intimou os párocos a ministrarem os seus sacramentos. Alguns bispos continuaram a ser perseguidos, como o bispo da Guarda, Manuel Vieira de Matos, ou o patriarca de Lisboa, António Mendes Belo.

### Reconhecimento internacional

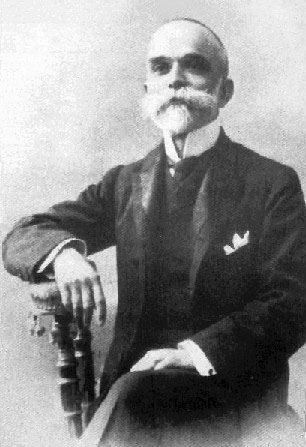
Bernardino Machado chefiou a pasta dos estrangeiros no Governo Provisório

Uma das primeiras grandes preocupações do novo regime republicano foi ser reconhecido pelas restantes nações. Em 1910, a grande maioria dos Estados europeus eram monarquias. Apenas a França, a Suíça e San Marino eram repúblicas. Por isso, o Ministério dos Negócios Estrangeiros do Governo Provisório, chefiado por Bernardino Machado, orientou a sua pasta segundo critérios de extrema prudência, levando-o, logo no dia 9 de outubro de 1910, a comunicar aos representantes diplomáticos em Portugal que o Governo Provisório honraria todos os compromissos internacionais assumidos pelo anterior regime.
Como o presidente do Brasil, marechal Hermes da Fonseca, presenciou pessoalmente todo o processo de transição de regime, tendo chegado a Portugal em visita oficial quando o país ainda era uma monarquia e saído já na república, não foi de estranhar que tenha sido o Brasil o primeiro país a reconhecer de jure o novo regime político português. A 22 de outubro o governo brasileiro faz chegar os votos "que o Brasil inteiro faz pela felicidade da nobre Nação Portuguesa e do seu Governo e pela prosperidade da nova República". No dia seguinte, seria a vez da Argentina; a 29 a Nicarágua; a 31 o Uruguai; a 16 e 29 de novembro, a Guatemala e a Costa Rica; o Peru e o Chile a 5 e a 19 de dezembro; a Venezuela a 23 de fevereiro de 1911; o Panamá a 17 de março. Em junho de 1911 foi a vez dos Estados Unidos.
Pouco mais de um mês tinha passado da revolução, quando, a 10 de novembro de 1910, o governo britânico reconheceu de facto a República portuguesa, manifestando "o mais vivo desejo de S.M. Britânica de conservar-se em relações amigáveis" com Portugal. Idêntica posição foi, também, manifestada pelos governos espanhol, francês e italiano. No entanto, reconhecimentos de jure do novo regime só surgiram após a aprovação da Constituição e da eleição do presidente da República. A França foi a primeira a fazê-lo a 24 de agosto de 1911, dia da eleição do primeiro presidente da República Portuguesa. Só a 11 de setembro o Reino Unido fez o seu reconhecimento, acompanhado da Alemanha, do Império Austro-Húngaro, da Dinamarca, da Espanha, da Itália e da Suécia. Seguiram-se a 12, a Bélgica, a Holanda e a Noruega; a 13 a China e o Japão; a 15 a Grécia; a 30 a Rússia; a 23 de outubro a Roménia; a 23 de novembro o Império Otomano; a 21 de dezembro o Mónaco; e a 28 de fevereiro de 1912 o Reino do Sião. Em virtude da tensão criada entre a jovem República e a Igreja Católica, as relações com a Santa Sé ficaram suspensas, não procedendo a cúria romana ao reconhecimento da República Portuguesa até 29 de junho de 1919.